# Famille Guggenheim

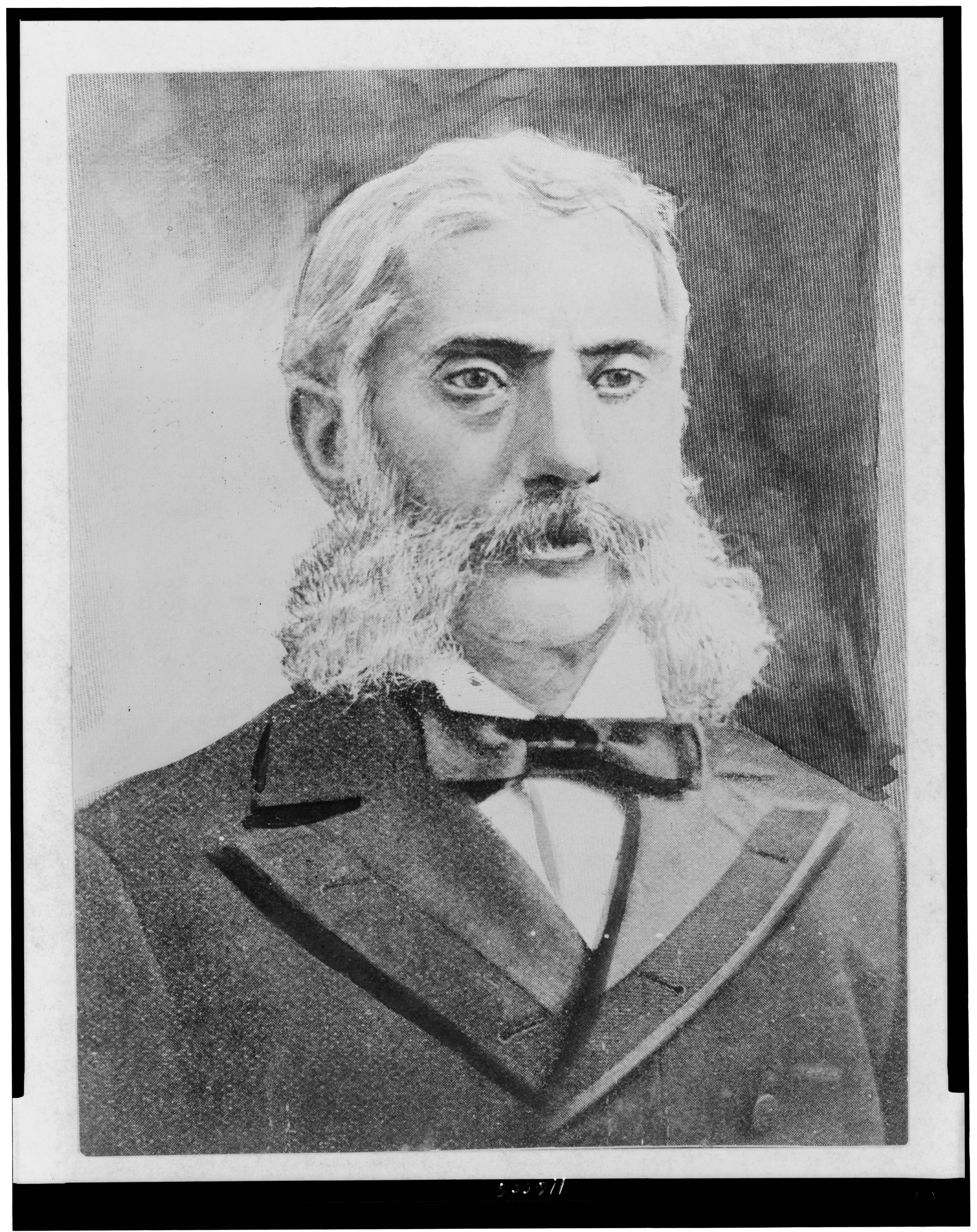
Meyer Guggenheim

La famille Guggenheim est une célèbre famille américaine qui s'est illustrée dans les affaires et représente une incarnation du « rêve américain ». Descendants de Meyer Guggenheim, citoyen suisse d'origine juive ashkénaze, les membres de la famille ont réussi dans l'exploitation de mines et la métallurgie, puis plus tard grâce à leur fortune, au mécénat dans l'art moderne et aux débuts de l'aviation.
La famille Guggenheim avant de s'installer à Lengnau, vivait à Stühlingen en Bade-Wurtemberg en Allemagne depuis trois générations, et avant cela elle vivait dans le vieux quartier de juif de  Francfort-sur-le-Main en Allemagne et ce depuis de nombreuses générations. Selon le Dictionnaire historique de la Suisse, le nom de la famille viendrait du nom de la ville alsacienne de Gougenheim.

## La famille
- Meyer Guggenheim (1828-1905)
  - Isaac Guggenheim (1854-1922)
    - Beulah V. Guggenheim (1877–1960)
    - Edith B. Guggenheim (1880–1960)
    - Helene Guggenheim (1886–1962)

  - Daniel Guggenheim (1856-1930)
    - Meyer Robert Guggenheim (1885-1959)
    - Harry Frank Guggenheim (1890-1971)
      - Diane Guggenheim (1924-1991)

    - Gladys Eleanor Guggenheim (1895–1980)
      - Roger Williams Straus, Jr. (1917-2004)

  - Murry Guggenheim (1858-1939) 
    - Edmond A. Guggenheim (1888–1972)
    - Lucille Guggenheim (1894–1972)

  - Solomon R. Guggenheim (1861-1949)
    - Eleanor Mary Guggenheim, comtesse Castle Stewart (1896-1992)
    - Gertrude R. Guggenheim (1898–1966)
    - Barbara Josephine Guggenheim (1904–1985)

  - Jeanette Guggenheim (1863–1889)
  - Benjamin Guggenheim (1865-1912)
    - Benita Rosalind Guggenheim (1895–1927)
    - Peggy Guggenheim (1898-1979)
      - Pegeen Vail Guggenheim (1925-1967)

    - Barbara Hazel Guggenheim (1903–1995)

  - Robert G. Guggenheim (1867–1876)
  - Simon Guggenheim (1867-1941)
    - John Simon Guggenheim (1905–1922)
    - George Denver Guggenheim (1907–1939)

  - William Guggenheim (1868-1941)
  - Rose Guggenheim (1871-1945)
  - Cora Guggenheim (1873-1956)

## Pour approfondir